# Имерт
Имерт (њем. Immert) општина је у њемачкој савезној држави Рајна-Палатинат. Једно је од 107 општинских средишта округа Бернкастел-Витлих. Према процјени из 2010. у општини је живјело 163 становника. Посједује регионалну шифру (AGS) 7231064.

## Географски и демографски подаци
Имерт се налази у савезној држави Рајна-Палатинат у округу Бернкастел-Витлих. Општина се налази на надморској висини од 470 метара. Површина општине износи 3,1 km². У самом мјесту је, према процјени из 2010. године, живјело 163 становника. Просјечна густина становништва износи 52 становника/km².